# Ruilhandel
Ruilhandel is de vorm van handel waarbij goederen geruild worden voor andere goederen, zonder tussenkomst van geld. Als men iets wil verwerven gaat men naar de persoon met een waardevol object dat de ander accepteert als ruilmiddel. Wanneer beiden akkoord gaan met de ruil krijgt de ene persoon het ruilmiddel (dit kan een dier zijn of een voorwerp of een dienst) van de andere en omgekeerd.
Een ruileconomie is een type economie dat gebaseerd zou zijn op ruilhandel. Hoewel het principe van de ruileconomie vaak wordt aangewezen als het oudste type economie en de directe voorganger van de geldeconomie, zijn nooit voorbeelden van ruileconomieën aangetroffen. Dat wil niet zeggen dat er geen sprake is van ruilhandel, maar dat deze plaatsvindt in de marge van een economie die vooral gebaseerd is op een ander principe, zoals een gifteconomie of een geldeconomie. In die laatste vorm komt ruilhandel nog steeds voor.

## Als voorloper van de geldeconomie
In de economische wetenschap is het lang gebruik geweest om te veronderstellen dat alle primitieve economieën, die bestonden voor de uitvinding van het geld, ruileconomieën zouden zijn geweest. Geld zou dan uitgevonden zijn ter vervanging van de ruilhandel, vanuit de wens om de handel te vereenvoudigen, aangezien ruilhandel alleen mogelijk is tussen producenten die een wederzijds voordeel hebben bij elkaars product hebben. Andere nadelen van ruilhandel treden op als er sprake is bederfelijkheid of ondeelbaarheid van de te ruilen waren, die de oppotfunctie en rekenfunctie tegenwerken. Dit idee vindt zijn oorsprong bij Aristoteles en was lang vergeten tot het nieuw leven werd ingeblazen door Adam Smith. Nooit zijn echter ruileconomieën van de vorm die Smith beschreef aangetroffen.
De antropoloog David Graeber suggereert dat Smiths fabel ideologisch gemotiveerd was. In diens liberale theorie kwam een vroege oorsprong van het geld goed van pas, omdat Smith zo kon betogen dat geld en de vrije markt voorafgingen aan de stichting van de eerste staten, zodat hij de politiek ondergeschikt kon verklaren aan de markt.
Moderne economische standaardwerken laten de historische pretentie dan ook vaak vallen, en behandelen Smiths theorie eerder als een counterfactual: ze presenteren een moderne economie, denken daaruit het geld weg, en trekken dan conclusies over welke rol het geld speelt.
Dat pure ruileconomieën niet voorkomen, wil niet zeggen dat er nooit sprake is van ruilhandel, maar dat deze plaatsvindt als randverschijnsel van economieën die vooral gebaseerd is op een ander principe, zoals een gifteconomie of een (dysfunctionele) geldeconomie. Zo wordt ruilhandel binnen een gifteconomie vooral gebruikt als er geen of nauwelijks sprake is van een naaste relatie gebaseerd op onderling vertrouwen. De wederkerigheid is dus afhankelijk van de sociale afstand. Bij algemene wederkerigheid tussen verwanten wordt er niet direct een tegenprestatie verwacht, maar wordt er wel solidariteit verwacht zodra dit nodig is. Als de sociale afstand groter wordt, dan wordt het evenwicht belangrijker en de tegenprestatie vrijwel direct verwacht. Deze evenwichtige wederkerigheid kan veranderen in negatieve wederkerigheid bij vreemdelingen en vijanden waarbij men probeert om een gift te verkrijgen zonder hier een tegengift tegenover te stellen. De uiterste vorm daarvan is diefstal, terwijl altruïsme daar het tegenovergestelde van is.
Een geldeconomie kan terugvallen op ruilhandel als de middelen beperkt zijn, al wordt dan ook wel gebruikgemaakt van krediet waarbij geld niet direct gebruikt wordt, maar alleen om waarde van de transactie te bepalen. Een vaak aangehaald voorbeeld hiervan is het middeleeuwse Europa, dat een grote achteruitgang van de geldhandel kende. Daarmee kreeg ruilhandel weer een grotere betekenis, al stelt Graeber dat de middeleeuwse economie vooral gebaseerd was op krediet, waarbij de schulden of vorderingen werden bijgehouden, veelal gebruikmakend van de oude Romeinse monetaire eenheden. Andere zaken dienden ook wel als rekeneenheid, zoals de cumal in Ierland (letterlijk een slavin, figuurlijk de waarde daarvan).

## Moderne ruilhandel
Hoewel tegenwoordig bijna alles met geld betaald wordt, zijn er in arme landen nog plaatsen waar men te weinig geld verdient voor de dagelijkse levensbehoeften en waar de ruilhandel een zeer belangrijke plaats inneemt.
Ruilhandel keert ook terug in geval van hyperinflatie. Wanneer het geld zeer snel in waarde daalt, verliezen de mensen hun vertrouwen in geld en accepteren ze het niet meer als betaalmiddel. Het voordeel van ruilhandel is dan dat de koper en verkoper zich geen zorgen hoeven te maken over de pijlsnel stijgende prijzen: Dezelfde som geld kan morgen nog maar de helft zoveel waard zijn als vandaag, maar een kilo kolen die niet opgestookt wordt is de volgende dag nog steeds een kilo kolen.

## Ruilbeurs
Tegenwoordig worden nog steeds zogenaamde swappingevenementen georganiseerd. Bij deze evenementen brengt men kleren of goederen mee om ze te ruilen voor kleren of goederen van anderen zonder enige tussenkomst van geld. Op dergelijke evenementen worden er ook andere activiteiten georganiseerd, meestal om degenen die naar het evenement toekomen bewust te maken van het ecologisch aspect van ruilhandel. Ook verzamelaarsverenigingen organiseren geregeld ruilbeurzen waar verzamelaars verschillende verzamelobjecten uit hun verzameling kunnen ruilen met objecten uit andere verzamelingen.